# Política de Hungría
Este artículo trata de la vida política de república húngara desde 1990 hasta la actualidad.

Escudo de Hungría

## Política Interior de Hungría

### Sistema político Hungría
Desde el 23 de octubre de 1989 Hungría es una democracia constitucional parlamentaria. El sistema político húngaro actual fue creado durante el cambio de régimen político, en 1989, según el modelo de Alemania Federal. De esta manera, el parlamento húngaro es unicameral y cada cuatro años se celebran elecciones parlamentarias para renovar sus miembros, en las que la población puede votar. El parlamento húngaro decide las leyes y con una mayoría de 2/3 puede modificar la constitución. El presidente de la República puede devolver las leyes antes de su aplicación, o dirigirse al Tribunal Constitucional, que puede eliminar una ley o una parte de ella si considera que viola la constitución húngara.
Los candidatos a conseguir un escaño pueden presentarse en las filas de un partido o como independientes.
El parlamento dispone de 199 escaños.

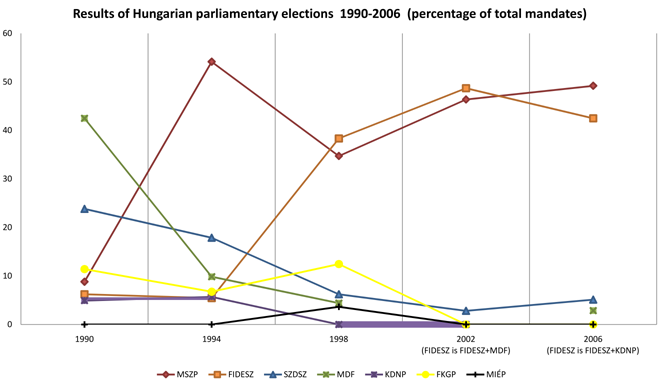
Porcentaje de escaños en el parlamento desde 1990

#### Sistema electoral húngaro
La ley C. del año 1997 especifica el procedimiento que debe seguirse para la realización de las elecciones.
El presidente de la República es, por tradición, el encargado de convocar las elecciones. Se celebra una primera vuelta, y allí donde es necesario, porque ninguno de los candidatos haya conseguido mayoría absoluta, una segunda, por lo general dos semanas después de la primera. Lo habitual es que se celebren en domingo, aunque la constitución permite que sea cualquier otro día. El día anterior a las elecciones es la denominada jornada de reflexión.
El encargado de organizar las elecciones y de velar por su buen funcionamiento es el Ministerio del Interior y la Comisión Electoral Nacional (OVB). Sus miembros son elegidos por el parlamento.
En las elecciones se eligen los 199 escaños del parlamento:
- 106 según los ganadores en los distritos electorales individuales
- 93 según las listas

En la primera vuelta, cada ciudadano con derecho a voto puede votar a un candidato (de entre los que se presentan en cada distrito electoral individual) y a un partido o coalición que presente listas regionales. En los distritos electorales individuales está en juego siempre un escaño, y lo gana en la primera vuelta el candidato que consiga mayoría absoluta (al menos el 50% de los votos más uno), siempre y cuando la participación sea mayor al 50% del censo electoral del distrito. Si no se cumple alguna de estas condiciones es necesaria una segunda vuelta en la que pueden participar los tres candidatos con mayor número de votos recibidos (o en su caso todos los candidatos que consigan más del 15%). En este caso, el escaño se asigna por mayoría simple: el candidato que más votos obtenga es el que consigue el escaño. Además es necesario que la participación sea al menos del 25%, si no, las elecciones en ese distrito son declaradas nulas y el escaño quedará vacío hasta que se celebren nuevas elecciones (generalmente en un plazo de 4 meses). Es muy habitual que en los lugares donde debe celebrarse segunda vuelta, los partidos intenten formar coaliciones o buscar el apoyo público de otros (por ejemplo de los que no pasan a la segunda vuelta), y en muchos casos solo se presentan dos de los candidatos (el tercero se retira en favor de alguno de ellos). 
Por lo que respecta a los votos a las listas, en este caso los escaños se reparten según el porcentaje de votos recibido por cada lista en cada región. En cuanto a la lista de compensación nacional, no se puede votar directamente por ella, para designar los escaños que le corresponden, se cuentan los votos de los distritos individuales que no han servido para conseguir el escaño correspondiente. Es decir se suman los votos perdidos en cada distrito. La razón es corregir las desigualdades e injusticas que podrían producirse según el sistema. Por ejemplo, en un caso extremo podría suceder que un partido A ganara en todos los distritos individuales por un 55% de votos frente a un partido B que consiguiera un 45%, y entonces, de los 176 escaños que se reparten según distrito electoral individual, todos irían a parar al partido A y ninguno al B. Al establecerse la lista de compensación, el partido B no perdería todos esos votos.
Para que las elecciones a las listas (provinciales) sean declaradas válidas debe votar (a las listas) más del 50% del censo. Si esta condición se cumple no hay segunda vuelta. Además solo los partidos que consiguen más del 5% de los votos a nivel nacional en las listas pueden conseguir escaño.
Para aplicar los escaños que le corresponden a los partidos en las provincias o en Budapest según las listas se aplica el sistema Hagenbach-Bischoff. Consiste en dividir el número de votos por el de escaños y sumarle 1, a este número se le llama cuota Hagenbach-Bischoff y representa el número de votos necesarios para ganar un escaño. Si el número de votos de un partido es el doble que esta cuota, entonces el partido tiene dos escaños, si es triple, tres, etc. Si después de realizarse este proceso aun quedan escaños libres, se reparten según el partido que tenga votos sobrantes (es decir los que no le han proporcionado escaño) más cerca de la cuota, siempre y cuando sean al menos los 2/3 de los necesarios para alcanzar la cuota. Si después de esto quedaran aún escaños libres, pasarían a la lista nacional.
En la lista nacional se cuentan los votos que no sirve para conseguir escaño. Es decir, los votos de los candidatos perdedores en los distritos individuales y los votos dados a las listas provinciales que no llegan a la cuota (sin contar los candidatos independientes ni los partidos con menos de un 5% de votos). En este caso, para asignar los escaños se aplica el sistema D'Hont.
Como puede verse según esto, el sistema electoral húngaro es especialmente complejo. Se suele considerar como uno de los más complicados del mundo.

##### bibliografía usada en esta parte
- Kukorelli, István: Alkotmánytan, Osiris Kiadó
- Körösényi, András; Tóth, Csaba; Török Gábor: A magyar politikai rendszer, 2004, Osiris Kiadó
- Cservák, Csaba: Választási rendszerünk a jogösszehasonlítás és a reformlehetőségek tükrében Jogelméleti Szemle 2001/3. szám.
- Ludányi, Erika: A magyar választási rendszer. A választójogi törvény főbb jellegzetességei és módosításai Író Gergely alapítvány, Politikai elemzések, I. évfolyam 1. szám • 2001. május

##### enlaces externos en esta parte
- Ley sobre la elección de diputados al parlamento
- Ley sobre la elección de diputados a los gobiernos regionales y de alcaldes
- Ley sobre el procedimiento para realizar elecciones
- Página de la Oficina Electoral Nacional
- Resultados electorales

#### Elecciones
Participación electoral en las elecciones parlamentarias desde la caída del comunismo:
| Porcentaje de participación electoral | Porcentaje de participación electoral | Porcentaje de participación electoral | Porcentaje de participación electoral | Porcentaje de participación electoral | Porcentaje de participación electoral |
| ------------------------------------- | ------------------------------------- | ------------------------------------- | ------------------------------------- | ------------------------------------- | ------------------------------------- |
| Año de las elecciones                 | 1990                                  | 1994                                  | 1998                                  | 2002                                  | 2006                                  |
| Primera vuelta                        | 65,11                                 | 68,92                                 | 56,26                                 | 70,53                                 | 67,83                                 |
| Segunda vuelta                        | 45,54                                 | 55,12                                 | 57,01                                 | 73,51                                 | 64,39                                 |

El sistema electoral húngaro favorece a los partidos mayoritarios, en especial, al más votado; y por ello refuerza las posibilidades de crear un gobierno de mayoría estable. Además, por sus características estimula a los partidos a agruparse en coaliciones para la segunda ronda.

#### Gobiernos
| Periodo   | Primer ministro (partido)     | Coalición                                      | Gobierno                   | Ideología política |
| --------- | ----------------------------- | ---------------------------------------------- | -------------------------- | ------------------ |
| 1990–1993 | József Antall (MDF)           | MDF-FKGP-KDNP                                  | gobierno Antall            | derecha            |
| 1993–1994 | Péter Boross (MDF)            | MDF-FKGP-KDNP                                  | gobierno Boross            | derecha            |
| 1994–1998 | Gyula Horn (MSZP)             | MSZP-SZDSZ                                     | gobierno Horn              | izquierda          |
| 1998–2002 | Viktor Orbán (Fidesz)         | Fidesz-FKGP-MDF                                | gobierno Orbán             | derecha            |
| 2002–2004 | Péter Medgyessy (MSZP)        | MSZP-SZDSZ                                     | gobierno Medgyessy         | izquierda          |
| 2004–2006 | Ferenc Gyurcsány (MSZP)       | MSZP-SZDSZ                                     | primer gobierno Gyurcsány  | izquierda          |
| 2006–2009 | Ferenc Gyurcsány (MSZP)       | MSZP (hasta el 2008 en coalición con el SZDSZ) | segundo gobierno Gyurcsány | izquierda          |
| 2009–2010 | Gordon Bajnai (independiente) | MSZP-SZDSZ                                     | gobierno Bajnai            | izquierda          |
| 2010–     | Viktor Orbán (Fidesz)         | Fidesz                                         | gobierno Orbán             | derecha            |

#### Presidentes de la República
El presidente de la República es elegido por cinco años por el parlamento. Según la constitución húngara, el presidente expresa la unidad de la nación. Sus funciones son muy limitadas, son principalmente de carácter formal. Sólo en situaciones especiales cobra más importancia.
| Periodo   | Nombre        | Partido que lo propone          | Principal oponente |
| --------- | ------------- | ------------------------------- | ------------------ |
| 1990–1995 | Árpád Göncz   | acuerdo entre el MDF y el SZDSZ |                    |
| 1995–2000 | Árpád Göncz   | MSZP, SZDSZ                     | Ferenc Mádl        |
| 2000–2005 | Ferenc Mádl   | Fidesz                          |                    |
| 2005–2010 | László Sólyom | Fidesz, MDF                     | Katalin Szili      |
| 2010–2012 | Pál Schmitt   | Fidesz, KDNP                    | Andras Balogh      |
| 2012–2017 | János Áder    | Fidesz, KDNP                    |                    |
| 2017–2022 | János Áder    | Fidesz, KDNP                    | László Majtényi    |
| 2022–     | Katalin Novák | Fidesz, KDNP                    | Péter Róna         |

#### Partidos
La base social de los partidos políticos húngaros es pequeña. El número total de militantes en el conjunto de la población no llega al 5% de la población adulta.
Los partidos húngaros más importantes son los siguientes:
| Nombre                                                                                           | Ideología política                          | Elecciones del 2006 primera vuelta, sistema de listas votos recibidos, a nivel nacional, en % |
| ------------------------------------------------------------------------------------------------ | ------------------------------------------- | --------------------------------------------------------------------------------------------- |
| Partido Socialista Húngaro (MSZP, Magyar Szocialista Párt)                                       | socialdemocracia                            | 43,21%                                                                                        |
| Fidesz- Alianza de Jóvenes Demócratas, Alianza Civil Húngara (Fidesz – Magyar Polgári Szövetség) | democracia cristiana conservador            | 42,03%                                                                                        |
| Partido Cristiano Demócrata (KDNP, Kereszténydemokrata Néppárt)                                  | democracia cristiana                        | 42,03%                                                                                        |
| Alianza de Demócratas Libres (SZDSZ, Szabad Demokraták Szövetsége)                               | liberalismo                                 | 6,50%                                                                                         |
| Foro Demócrata Húngaro (MDF, Magyar Demokrata Fórum)                                             | neoconservador, democracia cristiana        | 5,04%                                                                                         |
| Partido de la Verdad y la Vida Húngara (MIÉP, Magyar Igazság és Élet Pártja)                     | nacionalista, extrema derecha, irredentismo | 2,20%                                                                                         |
| Movimiento por una Hungría Mejor (Jobbik, Jobbik Magyarország Mozgalom)                          | nacionalista, extrema derecha, irredentismo | 2,20%                                                                                         |

La vida política húngara se caracteriza por una concentración de los partidos.

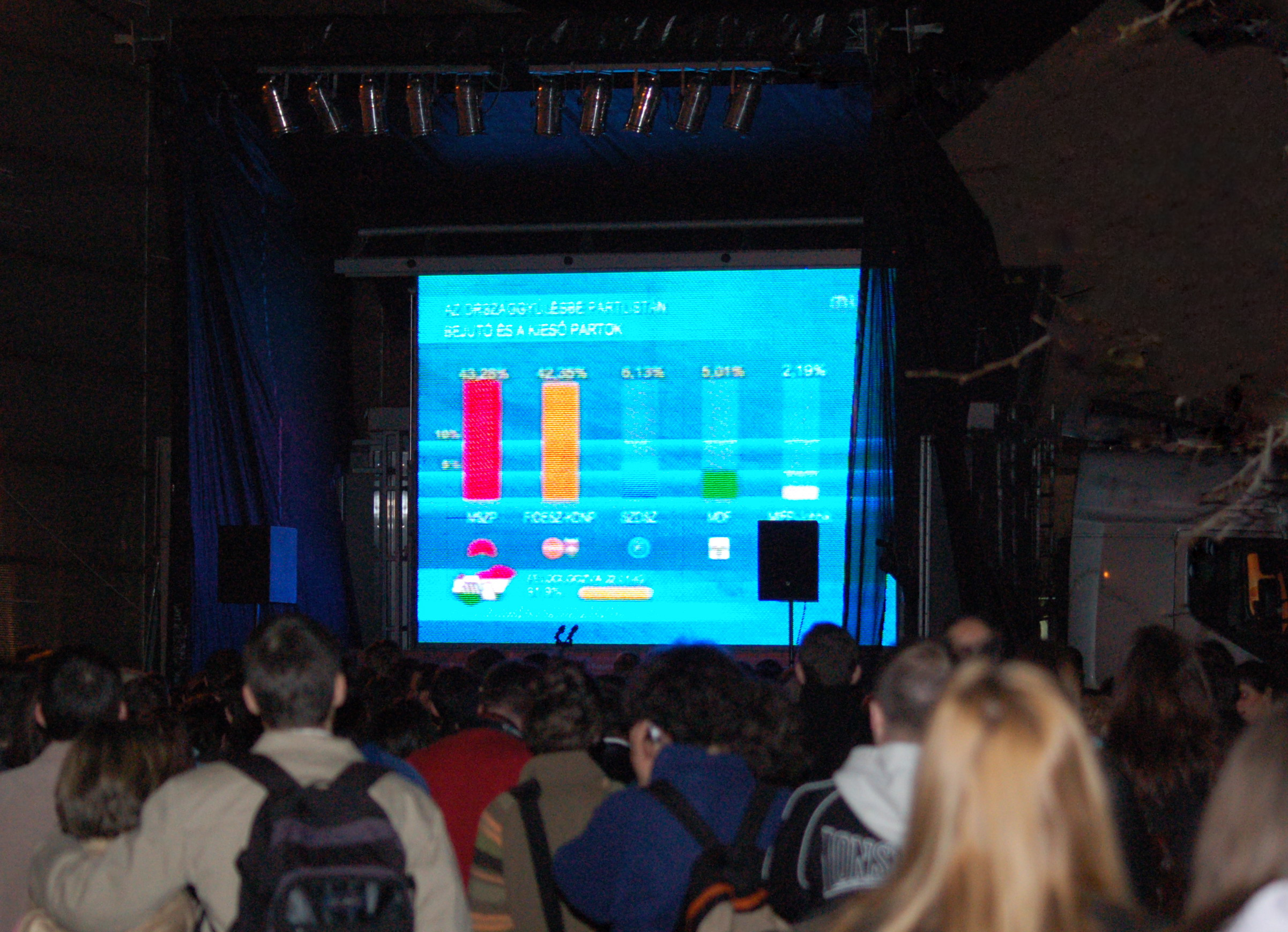
Retransmisión de los resultados electorales en 2006

| Número de candidatos individuales y partidos que presentan listas | Número de candidatos individuales y partidos que presentan listas | Número de candidatos individuales y partidos que presentan listas | Número de candidatos individuales y partidos que presentan listas | Número de candidatos individuales y partidos que presentan listas | Número de candidatos individuales y partidos que presentan listas |
| ----------------------------------------------------------------- | ----------------------------------------------------------------- | ----------------------------------------------------------------- | ----------------------------------------------------------------- | ----------------------------------------------------------------- | ----------------------------------------------------------------- |
| Año                                                               | 1990                                                              | 1994                                                              | 1998                                                              | 2002                                                              | 2006                                                              |
| Total de candidatos individuales                                  | 1532                                                              | 1885                                                              | 1608                                                              | 1244                                                              | 998                                                               |
| – de ellos, independientes                                        | 120                                                               | 103                                                               | 53                                                                | 40                                                                | 11                                                                |
| Número de partidos que presentan candidatos individuales          | 29                                                                | 35                                                                | 26                                                                | 21                                                                | 21                                                                |
| Número de partidos que presentan listas territoriales             | 18                                                                | 19                                                                | 15                                                                | 13                                                                | 15                                                                |
| Número de partidos que presentan listas nacionales                | 12                                                                | 15                                                                | 12                                                                | 8                                                                 | 10                                                                |

#### Variación en el carácter de la democracia húngara

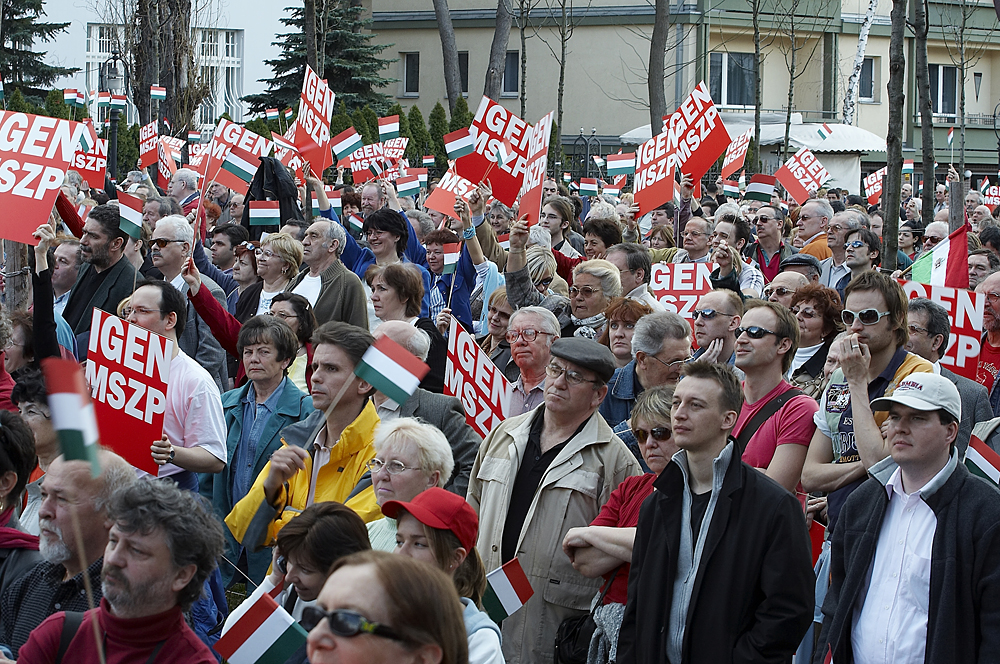
Acto del Partido Socialista Húngaro en las elecciones del 2006

Principales tendencias del periodo 1990-2006:
- profesionalización de la vida política.
- participación política: en relación con el periodo anterior crece el porcentaje de participación en las elecciones.
- crecimiento del papel de los medios de comunicación en la política
- aumento de la importancia del gobierno frente al parlamento
- aumento de la importancia del factor individual
- aumento de la importancia de la personalidad dirigente
  - crecimiento del papel del primer ministro dentro del poder legislativo (gobierno)
  - campaña electoral centrada en el candidato a primer ministro y formación de un comportamiento electoral de acuerdo con esto
  - concentración del poder dentro de los partidos en manos en dirección al presidente del partido
- las élites políticas no reúnen los grupos afines políticos, sino que los crean
- sistema de partidos centrado en dos grandes partidos
- relativa consolidación de la constitución
- crecimiento de la fragmentación

### Situación de las minorías
Las minorías étnicas existentes en Hungría tienen derecho a crear gobiernos autónomos locales, pero su representación parlamentaria dista de estar exenta de problemas
- La situación de los gitanos está caracterizada por los graves problemas sociales y las duras condiciones de vida así como el rechazo de la mayoría de la sociedad. Existen diversas asociaciones que representan a los gitanos, incluido partidos políticos, pero están en la órbita de alguno de los grandes partidos, y de manera independiente nunca han logrado entrar en el parlamento.
- En el 2005 asociaciones judías intentaron sin éxito iniciar una campaña para su inclusión como minoría étnica. El número de chinos y rusos está en crecimiento en Hungría, pero su estatus político es bastante inseguro.

### Resultados electorales - Acontecimientos políticos

#### 1945
- Elecciones parlamentarias de 1945

#### 1990
- Elecciones parlamentarias de 1990
- Elecciones regionales del 1990

#### 1994
- Elecciones parlamentarias de 1994
- Elecciones regionales del 1994

#### 1988
- Elecciones parlamentarias de 1998
- Elecciones regionales del 1998

#### 2002
- Elecciones parlamentarias del 2002
- Elecciones regionales del 2002

#### 2004
- Elecciones al Parlamento Europeo del 2004

#### 2006
- Elecciones parlamentarias del 2006
- Elecciones regionales del 2006
- Protestas callejeras en otoño del 2006

## Política Exterior
En los años 90 la principal prioridad de la política exterior fue la fortalecer la orientación occidentalista frente al periodo anterior bajo la influencia soviética.
Las líneas fundamentales de la política exterior húngara, desde su integración en la OTAN y en la Unión Europea están supeditadas a los intereses de ambas organizaciones.
Se han producido ciertos conflictos con algunos países vecinos por el tratamiento a las minorías húngaras que viven en esos países. Dependiendo del gobierno dominante en Hungría y en estos países ha habido más o menos problemas. En la actualidad, mientras que con Rumanía se vive un periodo de tranquilidad y buenas relaciones, con Eslovaquia, desde la formación del gobierno de Robert Fico (en el que participa la extrema derecha), las relaciones son tensas.

### Situación en la Unión Europea
Hungría dispone de 24 diputados de los 785 del Parlamento Europeo. En el 2004 se celebraron por primera vez elecciones al Parlamento Europeo. Cuatro fueron los partidos que consiguieron representación: Fidesz (12), MSZP (9), SZDSZ (2), MDF (1). El comisario húngaro de la Comisión Europea es László Andor.

### Conflictos
- Cada fuerza política sigue una política diferente, de acuerdo a su propia ideología, en relación con las minorías húngaras que viven en los países vecinos. En ocasiones ha habido fuertes tensiones con dichos países por el trato a las minorías húngaras (especialmente en el caso de las guerras de la ex-Yugoslavia o en Eslovaquia)
- Los problemas medioambientales (por ejemplo, el asunto de la presa de Gabčíkovo-Nagymaros) han causado conflictos en las relaciones exteriores húngaras.